# Heteralonia cadicerina
Heteralonia cadicerina är en tvåvingeart som först beskrevs av Mario Bezzi 1924.  Heteralonia cadicerina ingår i släktet Heteralonia och familjen svävflugor. Inga underarter finns listade i Catalogue of Life.